# Aintzane Encinas Gómez
Aintzane Encinas Gómez (Sant Sebastià, Guipúscoa, País Basc; 22 d'abril de 1988) és una exfutbolista basca, que va desenvolupar la seva carrera professional a la Reial Societat, formant part de l'equip femení des de la seva creació fins a 2017, any de la seva retirada.

## Biografia
Aintzane Alzines, llicenciada en Ciències de l'Activitat Física i l'Esport (INEF), va compaginar els seus estudis amb el futbol. Té titulació Nacional d'Entrenadora i és docent de l'Escola Guipuscoana d'Entrenadors de Futbol. Ha col·laborat amb el diari esportiu MARCA i El Diario Vasco.
En 2015 va fundar Gaben Club Deportivo, on té el càrrec de presidenta. En 2016 va crear el torneig internacional femení de futbol i futbol sala, la Tximist Cup, prestigiós torneig femení internacional on han participat més de 5000 jugadores i clubs de renom. Es realitza en homenatge a Juan Carlos Samaniego «Tximist», qui fou preparador físic de la Reial Societat i de multitud d'esportistes bascos. Sis mesos després de la defunció de Samaniego, es va celebrar la primera edició del torneig.

## Trajectòria

### Com a jugadora
Va començar a jugar a futbol als 5 anys, al pati del col·legi Mundaiz, on solia acompanyar el seu germà i els seus amics. Després, va passar a formar part de l'equip del col·legi fins que va complir els 14 anys.
Durant una temporada va jugar a l'Añorga KE, sent una de les jugadores més destacades del club, fins que el 2004 va fitxar per la Reial Societat.
Es va unir al primer equip de la Reial Societat quan tenia 16 anys, sent la bejamina de la plantilla, i va romandre com a jugadora professional durant 13 temporades seguides, malgrat rebre ofertes d'altres clubs. La seva posició era davantera i va acumular 388 partits oficials amb la Real, part d'ells, com a capitana de l'equip.
En la seva primera temporada (2004-2005) amb l'equip txuri-urdin va aconseguir l'ascens a Primera Nacional i, en la següent, a la Primera Divisió Femenina. La temporada 2012-2013, van conquistar la II Copa de Futbol Femení d'Euskal Herria, en guanyar per 2-0 l'Athletic de Bilbao, amb gols de Naiara Beristain i Marina Agoues.
La seva trajectòria esportiva compta també amb participacions en la selecció de Futbol d'Euskadi, on era una habitual i va exercir com a capitana en diversos partits.
Aintzane va ser convocada en les categories inferiors de la selecció Femenina de Futbol d'Espanya, amb la qual va participar en la Copa Mundial Femenina de Futbol Sub-20, disputada en 2004 a Tailàndia.

### Com a entrenadora
Des de la temporada 2018-2019, l'equip femení de la Reial Societat compta amb un filial, la Reial Societat B, que competeix en la Competició Territorial Femenina de Guipúscoa, en la categoria Divisió d'Honor. Xabier Illarreta i Aintzane Alzines formen la direcció tècnica de l'equip, juntament amb Ander Ruiz i Iker Domínguez en les tasques d'entrenador de porteres i preparador físic.
Abans de la creació de l'equip filial, Alzines ja formava part de l'organigrama tècnic de la secció femenina de la Reial Societat, duent a terme els entrenaments de tecnificació amb jugadores dels clubs afiliats de la província i entrenant a l'equip infantil.

### Seleccionadora
Va ser part del cos tècnic en el novè partit de la història de la selecció d'Euskadi, que va disputar enfront de la República Txeca, el 25 de novembre de 2017 a l'Estadi d'Ipurua. Aquest partit va servir també per a commemorar el 80 aniversari de la creació del combinat d'Euskadi de futbol.
El 2018, va ser seleccionadora de la selecció femenina de Guipúscoa i aquest any va guanyar el triangular on es van enfrontar contra les seleccions d'Araba i Bizkaia, amb motiu del centenari de la Federació Guipuscoanoa de Futbol.

## Obres
- Latidos de futbolista, 2014. ISBN 978-84-617-0758-4. (Pròleg escrit per Esteban Granero)

## Premis i reconeixements
- És la jugadora amb més partits oficials disputats amb la Reial Societat.[1]
- En 2017 Aintzane Alzines, al costat de la seva companya d'equip Maialen Zelaia, va rebre la insígnia d'or i brillants de la Reial Societat al camp d'Anoeta.[24]
- L'última samarreta que va utilitzar abans de la seva retirada, es troba exposada des de 2017 en el Museu de la Reial Societat.[25]
- El 2018, al costat de l'exjugadora de l'Athletic, Eli Ibarra, va ser triada integrant del Comitè de Futbol Femení de l'Associació de Futbolistes Espanyols (AFE), que està format per 11 jugadores i exjugadores.[17][26]
- En 2018, Xabi Prieto i Aintzane Alzines van ser presentats com a ambaixadors internacionals de La Liga. És la segona dona que forma part d'aquest equip d'ambaixadors, seguint així els passos de Vero Forat.[27] La donostiarra es va unir així a la llista de futbolistes encarregats de la promoció de la competició per tot el món: Fernando Sanz, Samuel Eto'o, Xabi Prieto, Julio Baptista, Luis García, Diego Forlán, Gaizka Mendieta, Fernando Morientes, David Albelda, Carles Puyol, Ismael Urzaiz, César Sánchez, Frédéric Kanouté, Christian Karembeu, Robert Pirés, Milinko Pantic, Carlos Valderrama, Kiko Narváez, Xavi Hernández o Steve McManaman.[28][29]